# Carlos Tévez
Carlos Alberto Tévez (* 5. února 1984 v Ciudadele, Buenos Aires, Argentina) je bývalý argentinský fotbalový útočník, reprezentant a trenér. V letech 2003, 2004 a 2005 se stal nejlepším fotbalistou Jižní Ameriky.
Po sezóně 2011/12 se stal hráčem, který dokázal vyhrát Premier League se dvěma různými kluby, Manchesterem United a Manchesterem City.
Tévez byl v roce 2017 s platem v přepočtu přes 19 milionů korun týdně nejlépe placeným hráčem světa.

## Klubová kariéra
S fotbalem začínal v malém klubu All Boys, odkud v 16 letech přestoupil do slavné Bocy Juniors. Prvoligový debut zažil 21. října 2001. S Bocou vyhrál argentinskou ligu, Copu Libertadores, Interkontinentální pohár a Copu Sudamericanu. V roce 2004 byl zvolen nejlepším fotbalistou i sportovcem v Argentině za tento rok. 

Následně přestoupil do brazilského týmu Corinthians, kde si ihned získal oblibu fanoušků včetně brazilského prezidenta Luly. V roce 2005 dovedl svůj tým k vítězství v brazilské lize a stal se prvním cizincem od roku 1976, který byl zvolen jako nejlepší hráč brazilské ligy.
Poté Tévez se svým spoluhráčem Javierem Mascheranem zamířili do Evropy, když v roce 2006 odešli na hostování do anglického West Hamu. Ve West Hamu se Tévez příliš neprosazoval, ale na konci sezóny se Tévez rozstřílel a i díky jeho gólu v posledním utkání proti Manchesteru United se West Ham zachránil. Jenže smlouvy obou hráčů porušovaly pravidla Premier League a tak byly starty v zápasech Téveze a Mascherana, jenž ve West Hamu působil jen část sezóny a zamířil na hostování do Liverpoolu, neoprávněné a tak musel West Ham zaplatit 15 miliónů liber Sheffieldu United, který na úkor West Hamu sestoupil. Poté byl pronajat od MSI na dvouleté hostování do Manchesteru United. S Manchesterem dokázal v sezoně 2007/08 vyhrát anglickou ligu i Ligu mistrů, když v penaltovém rozstřelu ve finále proti Chelsea proměnil svůj kop. Titul s United se mu podařilo získat i následující sezónu. Nastoupil také do prohraného finále Ligy mistrů proti Barceloně, kdy střídal o poločase Andersona. Po sezóně mu skončilo hostování a přestože vedení United bylo ochotno odkoupit jeho práva od společnosti MSI, Tévez se rozhodl odejít k městskému rivalovi Manchesteru City, který ho odkoupil za 29 miliónů eur.
V červnu 2013 přestoupil za 12 milionů liber do italského klubu Juventus FC. Debutoval 18. srpna v utkání Supercoppa italiana 2013 (italský Superpohár), ve kterém jedním gólem přispěl k výhře 4:0 nad Laziem. V úvodním kole Serie A 2013/14 25. srpna 2013 vstřelil branku a rozhodl o vítězství Juventusu 1:0 nad Sampdorií Janov.
V sezóně 2014/15 získal s Juventusem druhé scudetto (ligový titul).
V létě 2015 se rozhodl vrátit se domů do Argentiny, přestoupil do klubu CA Boca Juniors, kde začínal kariéru.

Koncem prosince 2016 podepsal štědrou dvouletou smlouvu s čínským klubem Shanghai Shenhua.
V Číně byl královsky placený, ale fotbalu nedával mnoho. Byl mu vytýkán nedostatek profesionálního chování, provázela ho pochybná zranění atd. V lednu 2018 se vrátil do Bocy Juniors. Kariéru ukončil dne 4. června 2022.

## Reprezentační kariéra
Jeho největším úspěchem s reprezentací bylo vítězství na LOH 2004 v Řecku. Také byl v nominaci na MS 2006, kde Argentina vypadla ve čtvrtfinále.

## Úspěchy

### Individuální
- Tým roku Premier League podle PFA – 2010/11[9]
- Tým roku Serie A – 2013/14,[10] 2014/15[11]

## Zajímavosti
Jako dítě na sebe převrhl konvici s vařící vodou, což mu způsobilo popáleniny 3. stupně na krku a pravé straně tváře. Stopy po nich má dodnes, a když hrál za Bocu, klub mu nabídl zaplacení plastické operace, ovšem Tévez tuto nabídku odmítl.
Je také frontmanem skupiny Piola Vago, ve které účinkuje i jeho bratr Diego.